# 부다성 지구

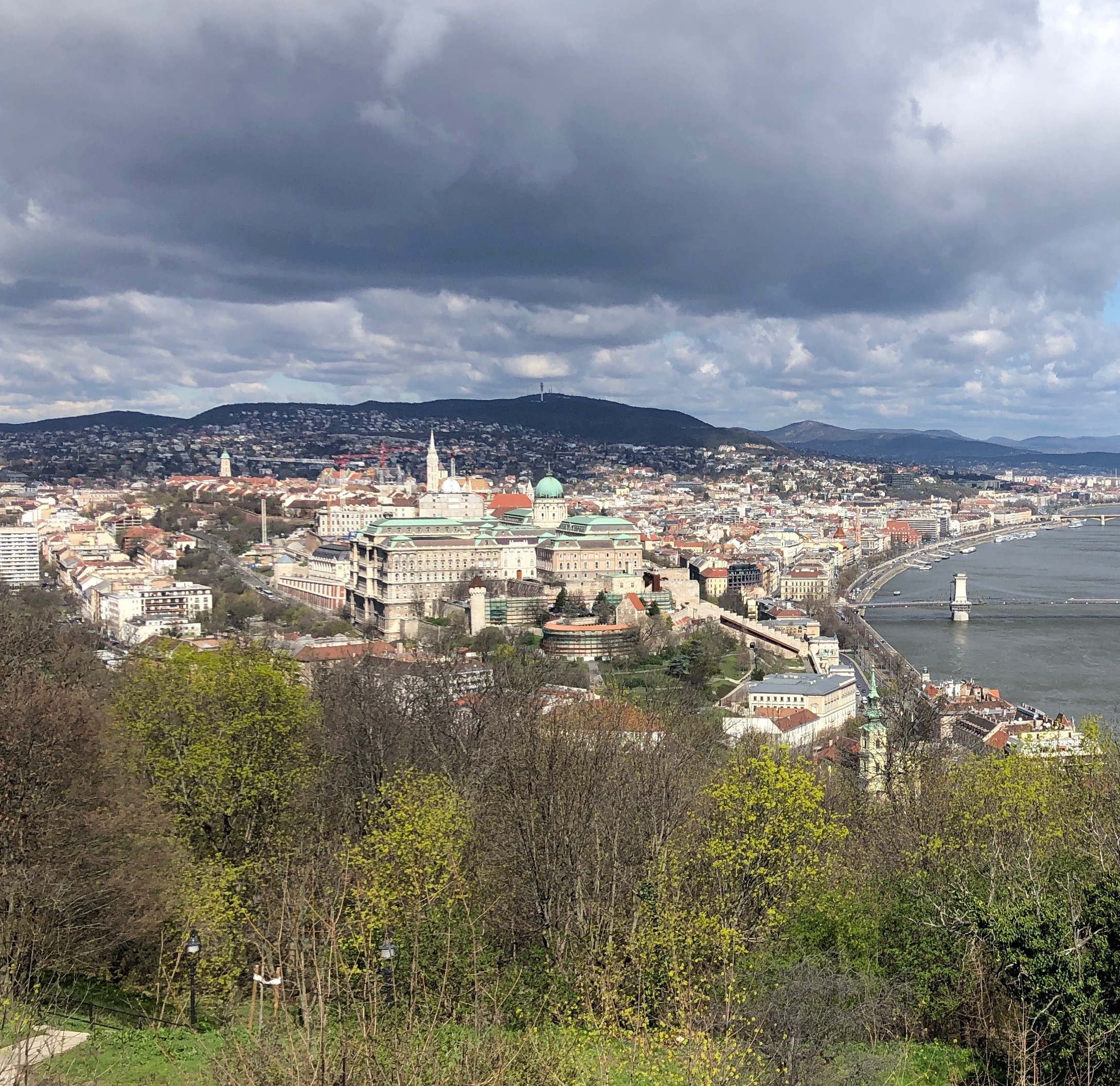
치타델라에서 본 부다성 지구

부다성 지구(헝가리어: Budai Várnegyed)은 헝가리 부다페스트 부다페스트 1구에 있는 지구다. 부다성의 방어 성벽 안에 위치한다. 바르헤지 (성 언덕)에 위치한 이곳은 부다페스트에서 가장 오래된 지역으로, 1247년부터 사람이 거주해 왔다. 이 지역의 중심은 부다성과 마차시 성당 사이의 거리다.

## 주요 명소
베치문
베치문(비엔나문)는 부다페스트의 중세 성문 중 하나다. 오늘날 이 문은 부다성 지구의 입구 역할을 한다.
부다성
바르헤지 최초의 요새는 13세기에 건설되었다. 튀르키예 점령 기간 동안 파괴된 후 전체 건물 단지가 재건되었다. 현재 이곳에는 국립 도서관을 포함한 몇몇 유명 박물관과 기념물이 들어서 있다. 디스 광장은 요새 단지 옆에 있다.
마차시 성당
헝가리에서 가장 잘 알려진 성당 중 하나다. 이 성당의 건축은 성의 건축과 거의 같은 시기에 시작되었다. 벨러 3세의 석관이 건물 안에서 볼 수 있다. 교회 앞 광장은 성삼위일체 광장이라고 한다.
어부의 요새
이 요새는 20세기 초에 건설되었다. 테라스에서는 도시의 탁 트인 전망을 감상할 수 있다.